# Comtat de Fenosa
El Comtat de Fenosa és un títol nobiliari espanyol creat pel Cap de l'Estat Francisco Franco, l'1 d'octubre de 1955, a favor de Pedro Barrié de la Maza.
Pedro Barrié va ser un empresari i financer gallec, propietari de Banco Pastor, Fuerzas Eléctricas del Noroeste S.A. (FENOSA) —avui part d'Unión Fenosa—, Astilleros y Talleres del Noroeste SA, etc. Va rebre, entre altres distincions, l'Gran Creu d'Isabel la Catòlica, l'Gran Creu de l'Ordre Civil de la Beneficència i l'Gran Creu del Mèrit Civil.
El títol nobiliari se li va atorgar per:
| «                                                                                        | «...per la seva laboriositat creadora industrial a Galícia». | » |
| — Del Decret de concessió, a Elenco de Grandezas y Títulos Nobiliarios Españoles (2014). |                                                              |   |

L'actual titular, des de 2011, és el nebot de la seva segona esposa, José María Arias Mosquera, III comte de Fenosa.

## Comtes de Fenosa
|                                                   | Titular                                           | Període                                           |
| Creat en 1955 pel Cap de l'Estat Francisco Franco | Creat en 1955 pel Cap de l'Estat Francisco Franco | Creat en 1955 pel Cap de l'Estat Francisco Franco |
| ------------------------------------------------- | ------------------------------------------------- | ------------------------------------------------- |
| I                                                 | Pedro Barrié de la Maza                           | 1955-1971                                         |
| II                                                | Carmela Arias y Díaz de Rábago                    | 2001-2009                                         |
| III                                               | José María Arias Mosquera                         | 2011-actualitat                                   |

## Història dels comtes de Fenosa
- Pedro Barrié de la Maza (1888-1971), I comte de Fenosa, empresari i financer.

1. Casat en primeres noces amb Amalia de Torres Sanjurjo.
2. Casat en segones noces amb la filla del seu cosí, Carmela Arias y Díaz de Rábago.

El Reial Decret 1071/2001, de 28 de setembre, disposa que s'entengui cap de línia a la seva esposa Carmela Arias y Díaz de Rábago, per a sí i llurs successors, per l'ordre regular de successió i facultat per a designar successor. En conseqüència:
El succeí, el 18 d'octubre de 2001, la seva esposa i neboda:
- Carmela Arias y Díaz de Rábago (1920-2009), II comtessa de Fenosa.

1. Vídua del primer comte.

La succeí, per Reial Carta de Successió de data 14 de juliol de 2011, el seu nebot:
- José María Arias Mosquera, III comte de Fenosa.

Actual titular.